# منفحة (تشريح)

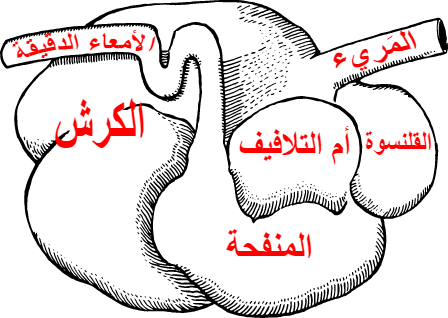
الجهاز الهضمي لدى المجترات

المنفحة أو الإنفحة (بالإنجليزية: Abomasum)‏ هي حجرة المعدة الرابعة والأخيرة في المجترات، يفرز المنفحة والتي تستخدم في صنع الجبن.
موقع المنفحة الطبيعي على طول خط الوسط البطني، هي معدة مفرزة مماثلة في التشريح والوظيفة لأحاديات المعدة، تعمل في المقام الأول على التحليل الحمضي للميكروبات والبروتينات الغذائية، وإعداد هذه المصادر البروتينية لمزيد من الهضم والامتصاص في الأمعاء الدقيقة.